# А. Р. Пенк
Ральф Вінклер, більш відомий під псевдонімом А. Р. Пенк, також використовував псевдоніми Майк Гаммер, Т. М., Міккі Спілейн, Теодор Маркс, «а. Y.» або просто «Y» (нар. 5 жовтня 1939 — пом. 2 травня 2017) — німецький художник, гравер, скульптор і джазовий барабанщик. Неоекспресіоніст, став відомим завдяки своєму візуальному стилю, що нагадує вплив примітивного мистецтва.

## Життя і кар'єра

### Східна Німеччина (до 1980 р.)

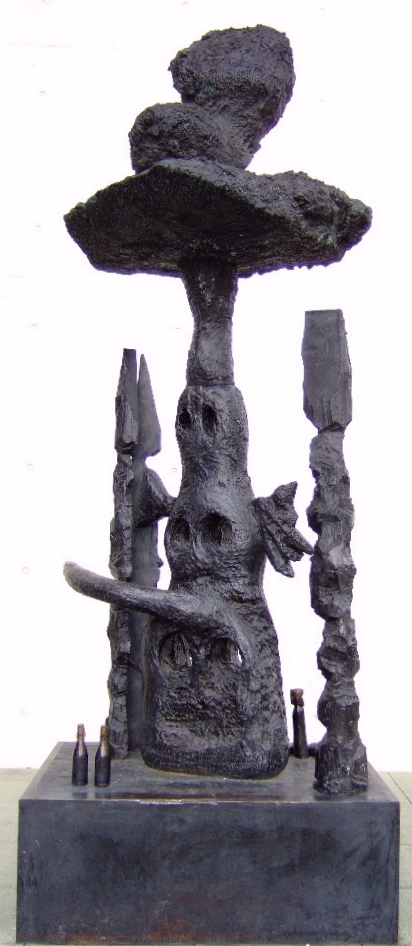
Майбутнє солдатів (1995) (Kunstmuseum, Бонн)

Пенк народився в Дрездені, Німеччина. У ранньому підлітковому віці він брав уроки живопису та малювання у Юргена Бьотхера, відомого під псевдонімом Стравальде, і разом з ним створив групу художників-відступників Erste Phalanx Nedserd («Дрезден», написане задом наперед). Група прагнула творчості без компромісів. З цієї причини їхні учасники відмовлялися вчитися в академії. Учасникам групи також було відмовлено в членстві в Асоціації образотворчих художників НДР. Тому вони мусили заробляти на життя як робітники чи ремісники. Згодом він рік працював стажистом-креслярем у державному рекламному агентстві в Дрездені. З 1955 по 1956 рік Вінклер працював креслярем у рекламному агентстві DEWAG. З 1956 року він намагався, але не зміг вступити до Дрезденської академії образотворчих мистецтв та Берлінського університету мистецтв у Східному Берліні. Пенк кілька років працював кочегаром, рознощиком газет, пакувальником маргарину та нічним сторожем. Він також зіграв невелику акторську роль у фільмі «Вінтаж 45» (1966) режисера Юргена Бьотхера.
У 1966 році Вінклер став кандидатом на вступ до Асоціації пластичних художників, тепер під художнім псевдонімом А. Р. Пенк, обраним на честь геолога Альбрехта Пенка. З 1969 року у нього дедалі частіше виникали проблеми з Міністерством державної безпеки НДР. Його картини були конфісковані, а членство в Асоціації образотворчих художників НДР (VBK) було відхилено.
У травні 1971 року Вінклер став одним із засновників групи художників GAP (проіснувала до 1976 року) разом зі Штеффеном Терком, Вольфгангом Опіцем і Гаральдом Галлашем. З 1973 року працював під псевдонімами Майк Гаммер і ТМ. Після служби в армії в 1974 році він був нагороджений премією Вілла Громана в 1975 році Академією мистецтв у Західному Берліні. У цей час над ним також посилився контроль з боку органів державної безпеки. У 1976 році Пенк познайомився із західнонімецьким художником Йорґом Іммендорфом, з яким співпрацював протягом наступних років. У своїх роботах вони агітували за скасування внутрішнього німецького кордону та за дисидентів, серед яких Рудольф Баро та Роберт Гавеман. З 1976 року він також використовував для підпису літеру Y. 1977 року у нього конфіскували деякі з його картин. У травні 1979 року кілька його робіт і записів було знищено під час вторгнення в його майстерню.
Пенк брав участь у Documenta 5 у Касселі в 1972 році, а також у Documenta 7 (1982) і Documenta IX у 1992 році. Він мав брати участь у виставці Documenta 6 (1977), але йому завадив вплив неофіційного співробітника держбезпеки НДР на одного з депутатів гессенського парламенту.

### Після 1980 року
3 серпня 1980 року він переїхав до Західної Німеччини. Спочатку він жив у Керпені, на південний захід від Кельна. Після еміграції Пенк став одним із найвидатніших представників нової фігурації поряд з Йорґом Іммендорфом, Георгом Базеліцем і Маркусом Люперцем. Їхні роботи демонструвалися в найбільших музеях і галереях Заходу протягом 1980-х років. Вони брали участь у низці важливих виставок, включаючи знамениту виставку Подих часу у музеї Мартіна Гропіуса Бау та виставку New Art у Тейті 1983 року. У 1981 році фонд Гете присудив йому премію Рембрандта в Базелі, Швейцарія . У 1983 році Вінклер переїхав до Лондона, Англія, і був нагороджений Аахенською мистецькою премією за 1985 рік. У 1988 році брав участь у виставці Made in Cologne. Того ж року його призначили професором живопису в Академії мистецтв у Дюссельдорфі.
Після виходу на пенсію в 2003 році він переїхав до Дубліна, Ірландія, де жив і працював протягом наступних років. На момент смерті Пенк жив і працював у Берліні, Дюссельдорфі, Дубліні та Нью-Йорку. Він помер 2 травня 2017 року в Цюриху у віці 77 років.

## Праці
Пенк був самоуком, створював у своїх картинах «світи» та «простори досвіду», наповнені символічними абревіатурами. Він використовував фігурки з паличок та графічні ікони, що нагадують наскальні малюнки, азіатську каліграфію та графіті. У 1960–1970-х роках він створив серію картин і скульптур, які назвав Standarts, поєднанням слів «стандарт» і «мистецтво» що перегукується з німецьким словом Standarte, що означає банер або прапор. Під цим терміном Пенк розумів форму мистецтва, яка використовує прості та архаїчні графічні символи, такі як дорожні знаки чи торгові марки. У 1980-х роках став відомим у всьому світі завдяки своїм картинам з піктографічними, неопримітивістськими зображеннями людських фігур та інших тотемних форм. Він брав участь у багатьох важливих шоу як у Лондоні, так і в Нью-Йорку.
Скульптури Пенка, хоч і менш відомі, передають ті ж самі первісні теми, що й його картини та малюнки, і використовують звичайні матеріали, такі як дерево, пляшки, картонні коробки, банки, пакувальна стрічка, олов’яна та алюмінієва фольга, дріт і паста, виконуючи все з простотою та спонтанністю.
Завзятий барабанщик, він був учасником і співзасновником, разом із Френком Вольні, фрі-джазового гурту Triple Trip Touch (також відомого як T.T.T. або TTT), і мав можливість грати з деякими з найкращих джазових музикантів кінця 1980-х, включаючи Бутча Морріса, Френка Райта, Біллі Бенга, Луї Мохоло і Френка Лоу. У 1990 році він організовував заходи у своєму заміському особняку в Гаймбаху, включаючи інсталяції Ленні Лі, перформанси Анни Гомлер і картини Крістін Кун.

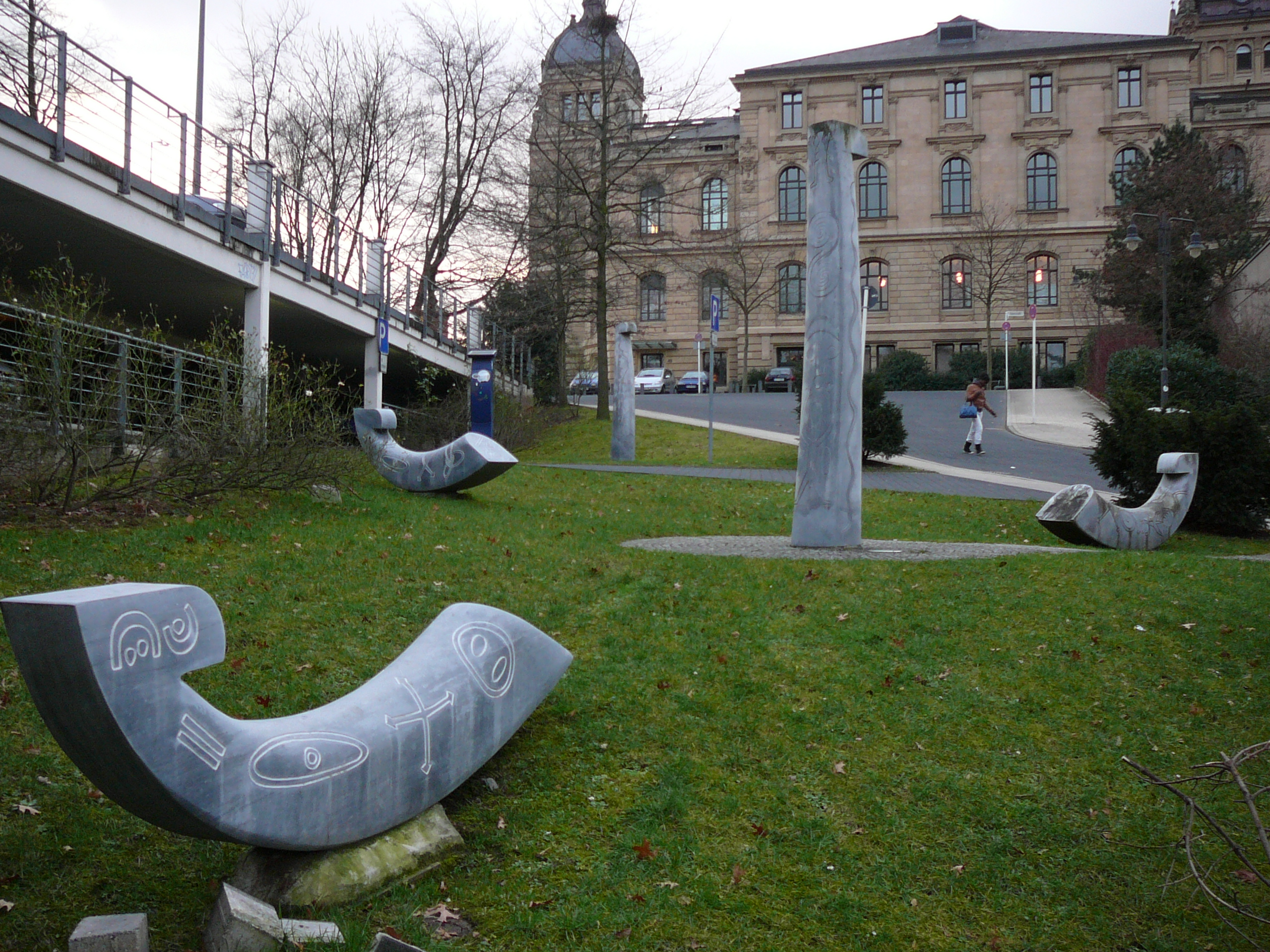
Die himmlischen Stürzer у Вупперталі

Він також писав вірші, есе та теоретичні тексти.

## Виставки (вибране)
- 1968: Deutsche Avantgarde 3: A.R. Penck, Bilder, Galerie Hake, Кельн.
- 1968: A.R. Penck: Erstes Training mit Standart, Галерея Міхаеля Вернера, Кельн.
- 1972: Documenta 5, Фрідеріцианум, Kassel.
- 1977: Documenta 6, Фрідеріцианум, Кассель.
- 1982: Documenta 7, Фрідеріцианум, Кассель.
- 1984: Венеціанська бієнале, Венеція.
- 1992: Documenta 9, Фрідеріцианум, Кассель.

## Арт-ринок
Найдорожчою картиною Пенка на арт-ринку стала праця 1981 року Welt des Adlers I (з нім. — «Світ орла I») , яка була продана за 687 201 долар на Сотбі в Лондоні 11 лютого 2020 року.

## Колекції
AR Penck представлений у багатьох державних колекціях, зокрема: Kunstsammlung Deutsche Bundesbank та музей Штедель у Франкфурті-на-Майні, Museum Küppersmühle für Moderne Kunst у Дуйсбурзі, Гамбурзька картинна галерея у Гамбурзі, Галерея нових майстрів у Дрездені, Kunstmuseum Walter в Аугсбурзі, Kunstmuseum Bonn у Бонні, Ludwig Museum у Кельні, Kunstpalais Erlangen в Ерлангені, Пінакотека сучасності у Мюнхені, Музей сучасного мистецтва Мігрос у Цюриху, Музей Стеделек в Амстердамі, Страсбурзький музей сучасного мистецтва в Страсбурзі, Hugh Lane Gallery в Дубліні, Музей колекції Беррдо в Лісабоні, Музей сучасного мистецтва у Нью-Йорку, Національна галерея мистецтв у Вашингтоні, округ Колумбія, Художній інститут Чикаго та Музей сучасного мистецтва Гуландріс в Афінах, Греція.

## Подальше читання
- Інгрід Пфайффер, А. Р. Пенк, Ізабель Грау, Гаральд Кунде, Кевін Пауер, Піркко Ратгебер, Юрген Швайнбраден: A.R. Penck: Works 1961–2001 German/English. Дюссельдорф: Richter-Verlag, 2007, ISBN 978-3-937572-68-0.
- Каталог виставки: documenta 5. Befragung der Realität – Bildwelten heute; Том 1: (Матеріал); Том 2: (Exponatliste); Кассель 1972
- архів документа (ред.); Wiedervorlage d5 – Eine Befragung des Archivs zur documenta 1972; Кассель/Остфільдерн 2001, ISBN 3-7757-1121-X
- каталог documenta 6: том 1: Malerei, Plastik/Environment, Performance; Том 2: Фотографія, кіно, відео; Том 3: Handzeichnungen, Utopisches Design, Bücher; Кассель 1977. ISBN 3-920453-00-XISBN 3-920453-00-X
- documenta 7 каталог Касселя; Том 1: (Visuelle Biographien der Künstler); Том 2: (Aktuelle Arbeiten der Künstler); Кассель 1982. ISBN 3-920453-02-6ISBN 3-920453-02-6
- Documenta IX: Кассель, 13. червень-20. Вересень 1992 р. – Каталог у трьох томах; Штутгарт 1992, ISBN 3-89322-380-0 (німецькою) / ISBN 3-89322-381-9 (англійською)
- Анке Шарнгорст: Penck, A. R. In: Wer war wer in der DDR? . 5. Ausgabe. Гурт 2, Ch. Ch. , Берлін 2010, ISBN 978-3-86153-561-4